# DC Лигата на супер-любимците
„DC Лигата на супер-любимците“ (на английски: DC League of Super-Pets) е американска 3D компютърна анимация от 2022 година, продуциран от „Уорнър Анимейшън Груп“, базиран на супергеройския екип „Легионът на супер-любимците“ от „Ди Си Комикс“. Режисиран е от Джаред Стърн (в режисьорския си дебют в киното), който е съсценарист заедно с Джон Уитингтън. Озвучаващия състав включва Дуейн Джонсън (който също продуцира филма), Кевин Харт, Кейт Маккинън, Джон Кразински, Ванеса Бейър, Наташа Лион, Диего Луна, Томас Мидълдич, Бен Шуорц и Киану Рийвс. Филмът се посвещава в памет на актьора Кърк Бейли, който почина през февруари 2022 г.
Премиерата на филма е в Лос Анджелис на 27 юли 2022 г. и излиза по кината в Съединените щати на 29 юли 2022 г. в разпространение от „Уорнър Брос Пикчърс“. Филмът получава противоречиви отзиви от критиката. Приходите му се равняват на 204 млн. долара в световен мащаб при бюджет от 90 млн. долара.

## Сюжет
След като Лигата на справедливостта е заловена от Лекс Лутор (Марк Марън), кучето на Супермен – Крипто (Дуейн Джонсън) основава отбор от домашни любимци със суперсили: кучето Ейс (Кевин Харт), който става супер силен и неразрушим; прасето Пиби (Ванеса Байер), която може да нарасне до гигантски размери; костенурката Мъртън (Наташа Лион), която става супер бърза; и катерицата Чип (Диего Луна), който придобива електрически сили.

## Актьорски състав
- Дуейн Джонсън – Суперкучето Крипто, лабрадор ретривър[9]
  - Джонсън също озвучава Черния Адам и неговото куче Анубис.
- Кевин Харт – Бат-Хрътката Ейс, боксер[9][10]
- Кейт Маккинън – Лулу, морско свинче[11][12]
- Джон Кразински – Кал-Ел / Кларк Кент / Супермен[13]
- Ванеса Байер – Пи Би, прасе[9][10]
- Наташа Лион – Мъртън, костенурка[9][10]
- Диего Луна – Чип, катерица[9][10]
- Томас Мидълтич – Кийт, морско свинче
- Бен Шуорц – Марк, морско свинче
- Киану Рийвс – Брус Уейн / Батман[14][15][16][17]
- Марк Марън – Лекс Лутор[18]
- Оливия Уайлд – Лоис Лейн
- Джамила Джамил – Даяна Принц / Жената чудо
- Джемейн Клемент – Артър Къри / Аквамен
- Джон Ърли – Бари Алън / Светкавицата
- Давид Дигс – Виктор Стоун / Киборг
- Даша Поланко – Джесика Круз / Зеленият фенер[19]
- Кийт Дейвид – Куч-Ел, бащата на Крипто[20]
- Сам Дж. Ливайн – Уофълс, бостънски териер / Роботи-стражи
- Ричард Арнолд – Уофълс (британска версия)[21]
- Шон Лий – Уофълс (малазийско-англоезична версия)[22]
- Мая Ърскин – Мерси Грейвс, асистентка на Лекс Лутор.
- Ивет Никол Браун – Пати, собственичка на приюта за животни.
- Алфред Молина – Джор-Ел, биологичен баща на Супермен.
- Лина Хийди – Лара, биологична майка на Супермен.
- Бизи Филипс – Пухкаво кученце
- Дан Фоглър – Карл, асистент на Пати / Пилот / Състезател
- Уинона Брадшоу – Уискърс
- Дейвид Пресман – Корги
- Муния Чауауа – Корги (британска версия)
- Джаред Стърн – Мъжът в банята
- Гейвин МакКрилис – Черното котенце

## Продукция

### Разработка
През юли 2018 г. Джаред Стърн е нает да напише сценария и да режисира анимационен филм за DC Super Pets. През януари 2019 г. е обявено, че Сам Левайн ще бъде сърежисьор със Стърн и че Патриша Хикс ще бъде продуцент.
През май 2021 г. е обявено, че Дуейн Джонсън ще озвучава Суперкучето Крипто. Освен че участва във филма, той заедно с Дани Гарсия, Хирам Гарсия и Стърн се присъединява като продуцент; Джон Рекуа, Глен Фикара и Никълъс Столър са замислени като изпълнителни продуценти.
През юни 2021 г. са обявени допълнителните членове на актьорския състав. През септември 2021 г. Марк Марън се присъединява към състава, за да озвучи Лекс Лутор.

### Анимация
Анимацията е осигурена от „Енимъл Лоджик“ във Ванкувър, Канада. Почти 70 аниматора работят по филма в продължение на 2 години.

### Музика
Музиката към филма е композирана от Стив Яблонски. Саундтракът е пуснат на 29 юли 2022 г. от „Уорнър Тауър Мюзик“. Песните на Тейлър Суифт – Message in a Bottle и новата версия на песента Bad Blood (Taylor's Version), също прозвучават във филма.

## Премиера
През януари 2019 г. премиерата на филма е насрочена за 21 май 2021 г. След това е отложена за 20 май 2022 г. заради „Матрицата: Възкресение“, друг филм с участието на Рийвс. По-късно е преместена на 29 юли 2022 г. Премиерата на филма се състои на 27 юли. Излъчва се в стрийминг от HBO Max след 45-дневното му излъчване по кината.
В България излиза по кината на същата дата в разпространение от „Александра Филмс“.
Излъчва се и в стрийминг платформата „Ейч Би О Макс“.